# Trofeo Federale 1999
Il Trofeo Federale 1999 è stato la 14ª edizione di tale competizione, e si è concluso con la vittoria della Cosmos, al suo terzo titolo.

## Risultati
- Semifinali

A)  Faetano -  Domagnano 3 - 2
B)  Cosmos -  Folgore 2 - 1
- Finale:

C)   Cosmos -  Faetano 0 - 0 d.t.s. (4 - 3 rigori)